# Plaza Garibaldi

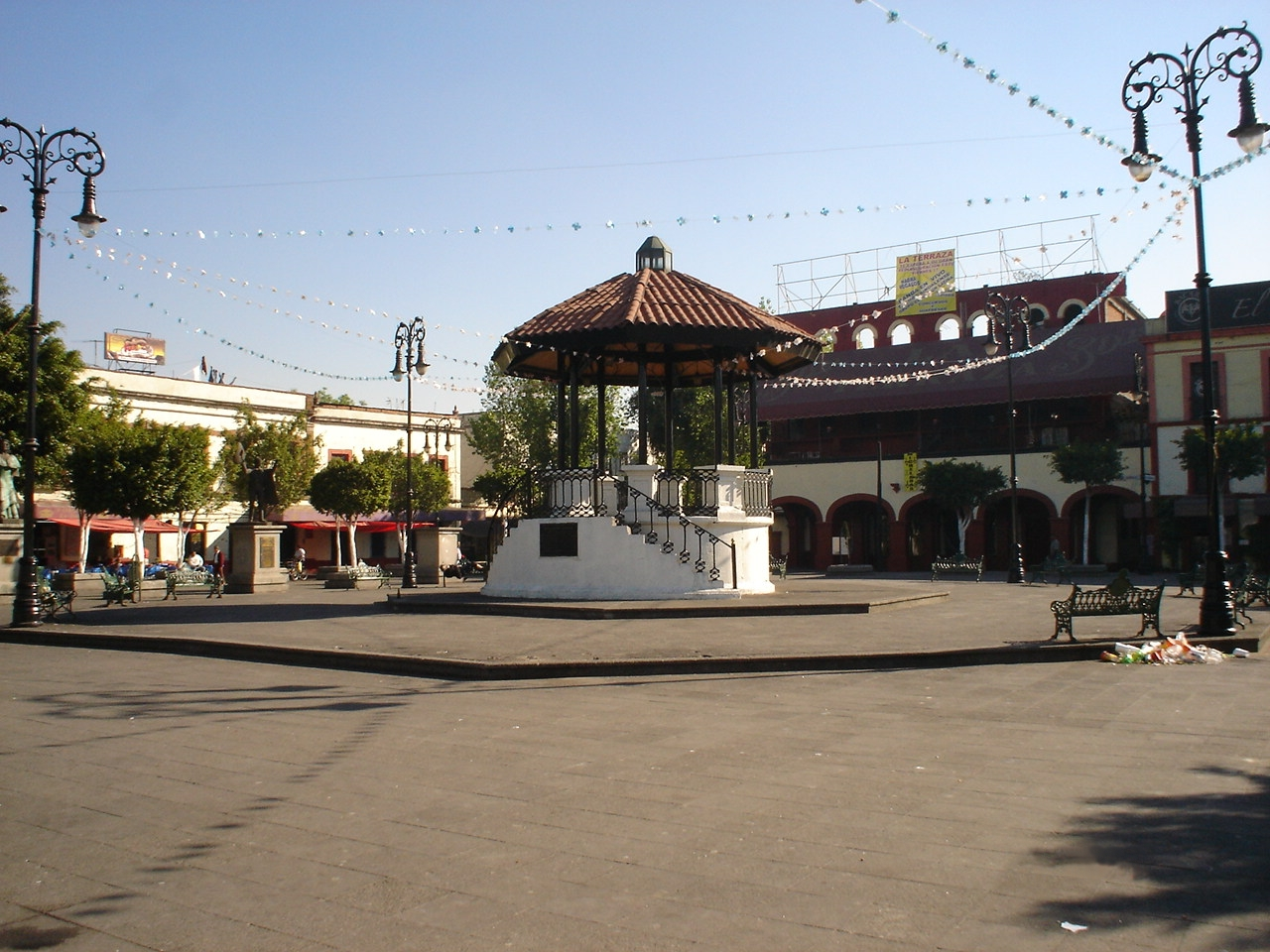
Garibaldiplein

Plaza Garibaldi (Nederlands: Garibaldiplein) is een plein in Mexico-Stad, gelegen aan de Eje Central Lázaro Cárdenas even ten noorden van het centrum.
Het plein is beroemd wegens haar mariachi-orkesten. Er treden op het plein altijd wel mariachimuzikanten en er staan verschillende standbeelden van beroemde Mexicaanse muzikanten. Het plein is genoemd naar Giuseppe Garibaldi II, kleinzoon van de Italiaanse vrijheidsstrijder Giuseppe Garibaldi, die in de beginjaren van de Mexicaanse Revolutie meevocht tegen Porfirio Díaz.